# Agnès Constant
Agnès Constant, née Berthomieu le 16 avril 1962, est une femme politique française, devenue sénatrice de l'Hérault à la suite de la démission de Robert Navarro, sénateur privé de ses droits civiques le 30 juin 2019.
Elle a été maire de Saint-Pargoire de 2008 à 2019, et vice-présidente de la communauté de communes Vallée de l'Hérault (CCVH), vice-présidente au syndicat intercommunal des eaux de la vallée de l'Hérault (SIEVH),.

## Biographie
Née à Madagascar, Agnès Constant est viticultrice, et sapeur-pompier volontaire dans la commune de Saint-Pargoire depuis 1984.
Elle a passé son enfance entre la Côte d'Ivoire, à Bouaké puis à Bingerville (1968-1973 puis 1976-1980), et la Nouvelle-Calédonie à Nouméa (1973-1976), avant de rejoindre la métropole pour suivre des études à l'Université Paul-Valéry-Montpellier (1980-1984).
Elle est mariée avec Jean-Pierre Constant, chef de corps de la caserne de pompiers de Saint-Pargoire. Ils ont trois enfants.
Au Sénat, elle est membre de la commission permanente des affaires économiques à partir du 11 juillet 2019.